# Dacia Maraini
Dacia Paola Maraini (Fiesole, 13 de noviembre de 1936) es una novelista, poeta, dramaturga, ensayista y guionista cinematográfica italiana. Perteneciente a la llamada "generación de los años treinta", se cuenta entre los autores más reconocidos y traducidos de la literatura italiana contemporánea. Su obra se caracteriza por una indagación en las condiciones históricas y sociales de vida de las mujeres, inserta en una reflexión más amplia sobre múltiples temas sociales (como los problemas de la infancia o la marginación), abordados desde una perspectiva histórica, muy documentada, y con un estilo realista y claro.

## Biografía

### Primeros años
Dacia nació en Fiesole el 13 de noviembre de 1936. Su padre, Fosco Maraini, era un conocido etnólogo y orientalista. Su madre, Topazia Alliata, era pintora y pertenecía a una familia de la aristocracia siciliana.
Deseoso de abandonar la Italia fascista, Fosco Maraini obtuvo una beca internacional para estudiar a los hainu, pueblo autóctono del Japón; país al que se trasladó con toda su familia en 1938. Entre 1943 y 1946 los Maraini, junto con otros italianos, fueron internados en un campo de concentración por negarse a firmar su adhesión a la República de Saló. En el campo la familia se vio sometida a privaciones extremas, que solo cesarían con la llegada del ejército estadounidense. En su libro de poemas Mangiami pure (1978) la escritora da cuenta de aquellos años de hambre y sufrimiento.
Tras volver a Italia en barco, la familia Maraini se trasladó en 1947 a Sicilia junto a los abuelos maternos, que vivían en Bagheria, en una mansión solariega, donde Dacia comenzó sus estudios. Eran los años difíciles de la posguerra, que la escritora rememorará en su texto autobiográfico Bagheria (1993), narrando sus miedos y su sorpresa ante un mundo desaparecido, como comprobó al visitarlo de mayor.
Algunos años después, la familia se separó. El padre se fue a vivir a Roma y la madre se quedó con los hijos en Palermo, donde Dacia estudió en el liceo. Al cumplir los 18 años, decidió irse a vivir a Roma con su padre. En la capital acabó el bachillerato y comenzó a ganarse la vida con trabajos esporádicos como archivista, secretaria o periodista.
A los 21 años fundó, junto con otros jóvenes, una revista literaria, Tempo di letteratura, y comenzó a colaborar en revistas de prestigio, como Paragone, Nuovi Argomenti; (que años más tarde llegaría a dirigir) o Il Mondo.

### Una larga carrera literaria
A inicios de los años sesenta Dacia Maraini se casó con el pintor milanés Lucio Pozzi (del que se separó tras cuatro años de vida en común), y publicó sus primeras novelas: La vacanza (1962), L'età del malessere (La edad del malestar, 1963), que obtuvo el Premio Internacional Formentor, y A memoria (1967). Publicó también, con críticas elogiosas, su primer libro de poesía: Crudeltá all'aria aperta (Crueldad al aire libre, 1967).
En esta época Maraini comenzó a dedicarse también al teatro, y fundó junto otros escritores el Teatro del Porcospino, en el que se representaban solo obras de autores italianos contemporáneos, entre ellos Carlo Emilio Gadda o Alberto Moravia, con el que comenzó en 1962 una relación de pareja que duró hasta 1978. Ella misma, desde la segunda mitad de los años sesenta, escribirá numerosas obras teatrales, entre las que destacan Maria Stuarda y Dialogo di una prostituta con il suo cliente, que conocieron un éxito internacional, representándose en múltiples países.
En 1973 Maraini funda con otras compañeras el Teatro della Maddalena, gestionado y dirigido por mujeres. En 1972 había publicado la novela Memorie di una ladra, que fue llevada al cine en 1973 con el título Teresa la ladrona de Carlo Di Palma, y protagonismo de Monica Vitti.
Donna in guerra se editó en 1975 y fue traducido a seis idiomas. En 1980 vio la luz Storia di Piera, escrito en colaboración con Piera Degli Esposti y que fue adaptada al cine por Marco Ferreri en la película del mismo título, protagonizada por Marcello Mastroianni, Hanna Schygulla e Isabelle Huppert.
En 1990 publicó La lunga vita di Marianna Ucrìa (La larga vida de Marianna Ucrìa), una novela histórica que narra la vida de la hija sordomuda de una gran familia siciliana de la primera mitad del siglo XVIII y su silenciosa lucha por sustraerse al destino reservado a las mujeres de su
clase social: «Casarse, parir, casar a las hijas, hacerles parir y obrar de manera que las hijas casadas hagan parir a sus hijas para que estas a su vez se casen y paran...»  La novela, que obtuvo, entre otros, el Premio Campiello y en 1990 el premio Libro del año, conoció un gran éxito internacional, traduciéndose a dieciocho idiomas, y fue llevada al cine y al teatro.
En 1994 Dacia, que entretanto no había abandonado su dedicación al teatro, conoció un nuevo éxito internacional con la novela Voci, que bajo un esquema policíaco aborda el tema de la violencia contra las mujeres. Voci obtuvo también varios premios prestigiosos y se tradujo a siete idiomas, entre ellos el español (Voces). En 1998 publicó la antología poética Se amando troppo y, al año siguiente, el libro de cuentos Buio (Oscuro), que aborda en doce relatos la violencia sobre la infancia y que obtuvo el Premio Strega.
A comienzos del presente siglo, Maraini compiló su obra teatral casi completa en el volumen antológico Fare Teatro (1966-2000); y publicó el ensayo Amata scrittura, basado en el contenido del programa cultural que condujo en televisión con el título Io scrivo, tu scrivi. En 2001 salieron a la luz La nave per Kobe, que narra el viaje de la familia Maraini a Japón, y el libro de fábulas La pecora Dolly (La oveja Dolly).
Maraini ha tenido una estrecha relación con el ciney algunas de sus novelas han sido llevadas a la pantalla con su intervención como guionista. Entre ellas, Historia de Piera (1983), que dirigió Marco Ferreri. Con Ferreri, escribió también el guion de El futuro es mujer (1984), siguiendo el punto de vista feminista de toda la obra de Maraini. Para Yo soy mía (1978), hizo el guion que escribió para la directora Sofía Scandurra, a partir de su novela Donne in guerra (1975). Para la directora alemana Margarethe von Trotta escribió Amor y deseos (1988), pero quizá la mayor contribución al cine de Dacia Maraini fue su guion de Las mil y una noches (1974), que dirigió su amigo Pier Paolo Pasolini.
En 2003, colaboró de nuevo con Piera degli Esposti para escribir Piera e gli assassini. Al año siguiente publicó la novela Colomba que, a partir de la búsqueda de una muchacha desaparecida por su joven abuela, aborda la memoria familiar y colectiva de la región de los Abruzos, históricamente castigada por la pobreza, el bandidaje, las catástrofes naturales y la emigración masiva. En el año 2007 escríbió Il gioco dell'universo, un libro original dentro del género biográfico, que consiste en extractos de los diarios y apuntes de su padre (muerto en 2004 comentados por ella. El mismo año dio a la imprenta Passi affrettati (Pasos apresurados), dedicado al tema de la violencia contra las mujeres, del cual extrajo al año  siguiente un espectáculo teatral, dirigido por ella misma y estrenado con ocasión del Día Internacional de la Eliminación de la Violencia contra la Mujer.
Dacia conoció un nuevo éxito internacional en 2008, gracias a su novela Il treno dell'ultima notte(El tren de la última noche) que narra el viaje en 1956 de una joven periodista italiana en busca del rastro de su amor judío de adolescencia, desaparecido en Auschwitz; en sus pesquisas por Viena y Centroeuropa, la protagonista acabará en Budapest, viéndose involucrada en la Revolución húngara de 1956, lo que sirve a la autora para conectar el tema del Holocausto, de final estremecedor, con el de las consecuencias de la Guerra Fría, así como mostrar la cerrazón de buena parte de los alemanes a reconocer que su genocidio tenía motivos raciales y económicos.
Con posterioridad ha publicado el libro de viajes La seduzione dell'altrove (2010); luego, La grande festa (2011), en donde entabla un diálogo imaginario con seres queridos y ausentes, entre ellos Pier Paolo Pasolini y Alberto Moravia. Y L'amore rubato (2012), es una colección de ocho durísimos relatos, protagonizados por otras tantas mujeres víctimas de violencia física o psíquica a manos de maridos, novios o amigos, todos los cuales parecen presentar una doble personalidad: en su vida social aparecen como amables y educados, amantes afectuosos y padres responsables, pero en la intimidad de su relación de pareja o del hogar familiar se comportan como torturadores.
Es doctora honoris causa por la Universidad de Foggia desde 2010; y está en posesión de la Gran Cruz de la Orden al Mérito de la República Italiana, que le fue concedida el 9 de enero de 1996. En 2012 recibió el premio Fondazione Campiello al conjunto de una carrera.
En 2013, el director de cine Irish Braschi realizó la película Nací viajando, un documental sobre la autora con historias personales como la de su encarcelamiento en un campo de concentración en Japón, a sus legendarios viajes alrededor del mundo con su compañero Alberto Moravia, su amigo Pier Paolo Pasolini y la cantante de ópera Maria Callas.

## Obras publicadas

### Novelas
- La vacanza, Milán, Lerici, 1962.
- L'età del malessere, Turín, Einaudi, 1963 (Los años turbios, Seix Barral, 1963)
- A memoria, Milán, Bompiani, 1967.
- Memorie di una ladra, Milán, Bompiani, 1972.
- Donna in guerra, Turín, Einaudi, 1975.
- Isolina. La donna tagliata a pezzi, Milán, A. Mondadori, 1980.
- Lettere a Marina, Milán, Bompiani, 1981.
- Il treno per Helsinki, Turín, Einaudi, 1984.
- La lunga vita di Marianna Ucrìa, Milán, Rizzoli, 1990 (La larga vida de Marianna Ucrìa, trad. esp. Atilio Pentimalli Melacrino, Seix Barral, 1991; nueva ed.: Herce Editores, 2008).
- Bagheria, Milán, Rizzoli, 1993. (Bagheria, trad. esp. Juan Carlos de Miguel y Canuto, Minúscula, 2013).
- Voci, Milán, Rizzoli, 1994 (Voces, trad. esp. Atilio Pentimalli Melacrino, Seix Barral, 1995; nueva ed.: Herce Editores, 2008).
- Dolce per sé, Milán, Rizzoli, 1997 (Dulce de por sí, Seix Barral, 1998).
- La nave per Kobe. Diari giapponesi di mia madre, Milán, Rizzoli, 2001.
- Colomba, Milán, Rizzoli, 2004.
- Il treno dell'ultima notte, Milán, Rizzoli, 2008 (El tren de la última noche, trad. esp. David Paradela López, Galaxia Gutenberg/Círculo de Lectores, 2012).
- La grande festa&, Milán, Rizzoli, 2011.
- Chiara d'Assisi. Elogio della disobbedienza, Milano, Rizzoli, 2013.

### Cuentos
- Mio marito, Milán, Bompiani, 1968.
- L'uomo tatuato, Nápoles, Guida, 1990.
- La ragazza con la treccia, Roma, Viviani, 1994.
- Mulino, Orlov e Il gatto che si crede pantera, Viterbo, Stampa alternativa, 1994.
- Buio, Milán, Rizzoli, 1999.
- Un sonno senza sogni; Gita in bicicletta a Mongerbino, Bagheria, Drago, 2006.
- Ragazze di Palermo, Milán, Corriere della Sera, 2007.
- La ragazza de via Maqueda, Milán, Rizzoli, 2009
- L'amore rubato, Milán, Rizzoli, 2012 (Amor robado, trad. esp. David Paradela López, Galaxia Gutenberg/Círculo de Lectores, 2013).

### Cuentos para niños
- Storie di cani per una bambina, (1996)
- La pecora Dolly, (2001)
- Liguori può... tu non può, (2001)

### Poesía
- Botta e risposta poetica... o quasi (con Nicolò Maraini), Roma, Tip. editrice dell'Orso, 1960.
- Crudeltà all'aria aperta, Milán, Feltrinelli, 1966.
- Donne mie, Turín, Einaudi, 1974.
- Mangiami pure, Turín, Einaudi, 1978.
- Dimenticato di dimenticare, (1984)
- Viaggiando con passo di volpe, (1991)
- Se amando troppo, (1998)
- Noche de fin de año en el hospital y otros poemas, Medellín, Sílaba (2013).

### Teatro
- Il ricatto a teatro e

- Viva l'Italia, Turín, Einaudi, 1973.
- La donna perfetta, Venecia, La Biennale, 1974.
- La donna perfetta seguito da Il cuore di una vergine, Turín, Einaudi, 1975.
- Don Juan, Turín, Einaudi, 1976.
- Dialogo di una prostituta con un suo cliente. Con un dibattito sulla decisione di fare il testo e la preparazione dello spettacolo, Padua, Mastrogiacomo-Images 70, 1978.

### Guiones
- Cuore di mamma, Milán, Forum, 1969.

### Ensayo
- Fare teatro. Materiali, testi, interviste, Milán, Bompiani, 1974.
- La bionda, la bruna e l'asino, 1987
- Cercando Emma, 1993
- Un clandestino a bordo, 1996
- Il gioco dell'universo. Dialoghi immaginari tra un padre e una figlia (con Fosco Maraini), Milán, A. Mondadori, 2007.
- I giorni di Antigone - Quaderno di cinque anni, 2006
- Sulla mafia. Piccole riflessioni personali, Roma, Perrone, 2009.
- La seduzione dell'altrove, Rizzoli, 2010

### Entrevistas
- E tu chi eri? Interviste sull'infanzia, Milán, Bompiani, 1973.
- Wanda Raheli. Giovedi 19 giugno, Roma, Seconda Scala, 1975.
- Storia di Piera, 1980
- Il bambino Alberto, 1986
- Piera e gli assassini, (2003)
- Il volto delle donne - Conversazione con Dacia Maraini, Edizioni della Sera, 2010.
- La mia vita, le mie battaglie, Della Porta, 2015.

## Filmografía como guionista
- L'età del malessere (1968)
- La donna invisibile (1969) (director: Paolo Spinola)
- Cuore di mamma (1969) (director: Salvatore Samperi)
- Certo, certissimo, anzi... probabile (1969) (director y guionista: Marcello Fondato, sobre argumento de Dacia Maraini)
- Uccidete il vitello grasso e arrostitelo (1970) (director y coguionista: Salvatore Samperi)
- L'amore coniugale (1970) (guion y dirección: Dacia Maraini, sobre una novela de Alberto Moravia)
- Teresa la ladra (1973) (director: Carlo di Palma)
- Il fiore delle mille e una notte (1974) (director y guionista principal: Pier Paolo Pasolini)
- Gli Elmòlo (1975), documental sobre un pueblo africano, dirigido por la propia Maraini
- Abrami in Africa (1976)
- Aborto: Parlano le donne (1976)
- Paura e amore (Amor y deseos en España) (1988), dirigido por Margarethe von Trotta